# The Sims 3: World Adventures
The Sims 3: World Adventures prvi je dodatak za računalnu igru The Sims 3. Najavljen je na web stranici The Sims 3 u kolovozu 2009.
Paket proširenja usredotočen je na putovanja u različita područja na način sličan prethodnim proširenjima The Sims: Vacation i The Sims 2: Bon Voyage. Simsi mogu putovati u pojednostavljene verzije Francuske, Kine i Egipta. Na tim mjestima Simsi mogu sudjelovati u avanturama kako bi zaradili nagrade i pogodnosti. Simbovi su također sposobni napredovati u novim vještinama: fotografiji, borilačkim vještinama i izradi nektara. Uz to, paket proširenja pruža nove predmete, društvene zajednice, želje i mogućnosti.
Rani prijem paketa za proširenje bio je pozitivan, s tim što je paket za proširenje zaradio Metacritic ocjenu 81.

## Igra
Igrači stvaraju svoje Simse i kontroliraju ih tijekom svog života. Igrači mogu upravljati raznim aspektima života sim-a, uključujući karijeru, vještine i odnose. Igrivost World Adventures ostaje uglavnom nepromijenjena u odnosu na izvornu igru.
World Adventures proširuje se na The Sims 3 dopuštajući igračima da odvedu Simse na simulirana mjesta Egipta, Francuske i Kine. Simsi se mogu baviti kulturnim aktivnostima, ovisno o mjestu. U Egiptu sim može posjetiti piramide i zaokupiti se šarmantnim zmijama; u Kini Sim mogu pokretati vatromet, kao i baviti se borilačkim vještinama, a u Francuskoj, Simsi se mogu baviti izradom nektara. Koliko vremena sim može boraviti na nekom mjestu ovisi o razini vize. Ova se razina povećava odlaskom u razne avanture. 
Glavni gameplay u dodatku vrti se oko sposobnosti odlaska na razne zadatke poznate kao avanture. Avantura se sastoji od različitih ciljeva povezanih u crtu priče. Tipični ciljevi uključuju istraživanje raznih grobnica, pronalazak dragocjenosti i druženje s drugim Simima. Kada istražuju grobnice, Sims se mora kretati raznim preprekama kako bi otključao različite sobe. U početku je cijela grobnica skrivena u ratnoj magli koja nestaje kad Sim uđe u svaku sobu. Grobnice sadrže nekoliko elemenata za rješavanje zagonetki, poput zamki, rupa za ronjenje i podnih prekidača. 
Uz to, paket proširenja uključuje složeni element za izgradnju grobnice kojem se može pristupiti pomoću alata za otklanjanje pogrešaka u igri. Igrači mogu dodati grobne predmete specifične za igranje, kao i postaviti različite mehanizme uzroka-posljedice. 
World Adventures dodaje tri vještine koje igračima pružaju nove ciljeve i izazove. Vještina borilačkih vještina u početku se povećava vježbanjem s lutkama za trening. Jednom kada se dosegne prag vještine, Sims može lomiti drvo i druge predmete smještene preko dva bloka. Sims se mogu sudjelovati na turnirima kako bi povećali svoj rang. Razina vještine Sima vizualno je predstavljena raznim pojasevima koje Sim nosi na svojoj uniformi. 
Vještina stvaranja nektara povećava se cijeđenjem različitih plodova u tvornicu nektara. Kvaliteta nektara temelji se na kvaliteti pojedinačnih plodova, kao i stanju proizvođača nektara. Vrijednost nektara može se povećati dopuštanjem da boce stare u podrumu za nektar. 
Vještina fotografiranja temelji se na fotografiranju ručnim fotoaparatom. Fotografije se snimaju pomoću gledišta prvog lica. Igra može otkriti predmet fotografije. Igra pruža ciljeve igraču u obliku popisa predmeta koje sim mora fotografirati. Uz to, igrači mogu odabrati razne stilove kao što su panorama i sepija. 
Biće koje se nalazi na naslovnici igre je mumija koja ima nekoliko sposobnosti, poput toga da ne mora ići spavati. Također ih se može susresti u grobnicama, gdje igrač može biti proklet. 
Tu je i novi podrumski alat koji se može koristiti za izradu odgovarajućih podruma bez prolaska kroz sve vrste nesretnih kopnenih operacija. Ovi podrumi mogu imati četiri razine podzemne, uz gore navedenih pet.